# Kepler object of interest
Kepler object of interest (KOI) — звезда, которая наблюдалась на космическом телескопе Кеплер, и, предположительно, имеет одну или несколько планет. Для поиска таких объектов был специально создан каталог Kepler Input Catalog (KIC), из которого было выбрано 150000 звёзд, которые наблюдал телескоп, и те из них, у которых предполагалось наличие экзопланет, стали KOI. У KOI наблюдается периодическое затемнение, которое, предположительно, означает прохождение планеты по диску звезды. Однако это ещё не означает наличия планеты: например, похожие потемнения наблюдаются и в затменно-двойных системах. Таким образом, большинство KOI пока не являются звёздами с подтверждёнными экзопланетами.

## История
Первый список KOI был опубликован 15 июня 2010 и содержал 306 звёзд, которые наблюдались со 2 мая 2009 до 16 сентября 2009. Также было заявлено, что было открыто ещё 400 KOI, но информация о них пока не публиковалась.
1 февраля 2011 список содержал 997 звёзд, у которых в сумме, предположительно, имелось 1235 планет.

## Именование
Звёздам, наблюдавшимся на телескопе Кеплер, у которых, предположительно, есть экзопланеты, получают обозначение «KOI-» и номер. Каждая периодическая серии транзитов связывается с предполагаемой планетой, и каждая планета получает название, как у звезды, с добавлением точки и двузначного числа, означающего номер планеты. Например, звезда может называться KOI-718, тогда три её кандидата в планеты — KOI-718.01, KOI-718.02 и KOI-718.03. Когда наличие хотя бы одной экзопланеты подтверждается, звезда получает вместо этого обозначение «Kepler-» и номер, а планеты получают название звезды, дополненое буквой латинского алфавита.

## Параметры KOI
Для всех 150000 звёзд, за которыми наблюдал телескоп Кеплер, определена температура, радиус и масса. Эти величины определялись из фотометрических наблюдений до запуска телескопа на 1.2-метровом рефлекторе в обсерватории имени Уиппла. Для KOI имеется дополнительная информация про наблюдения транзита: величина потемнения, его длительность и периодичность (не для всех объектов). В предположении, что потемнения вызваны именно транзитами планет, этих данных достаточно для определения некоторых физических и орбитальных параметров планеты и оценки ещё некоторых.

## Возможные ошибки

### Ошибки первого рода
Хотя в 90 % случаев KOI действительно имеют экзопланеты, у некоторых KOI их не оказывается. Большая часть таковых является затменно-двойными звёздами, неразрешимыми в телескоп, у которых также наблюдаются периодические потемнения.

### Ошибочное определение параметров
В дополнение к ошибкам первого рода, могут происходить и просто ошибки в определении параметров планет: например, если планета вращается вокруг двойной системы, её размер может быть значительно занижен относительно реального, и для обнаружения ошибки может понадобиться больше наблюдений.

## Подтверждение кандидатов
Для подтверждения или опровержения гипотезы, что KOI имеет планеты, а их характеристики совпадают с оценёнными, необходимы дополнительные наблюдения. Наиболее надёжным методом является измерение лучевых скоростей KOI, но для многих звёзд это невозможно. В этих случаях использование наземных телескопов с адаптивной оптикой или спекл-интерферометрии. Подобные методы сокращают вероятность ошибки до 0,01 %. Кроме того, можно также использовать спектральный анализ, чтобы проверить, не является ли звезда двойной.

## Значимые KOI

### KOI с подтверждёнными экзопланетами
На 10 августа 2016, с помощью телескопа Кеплер найдено 2329 планет на орбитах 1647 звёзд и 4696 кандидатов в планеты.

#### Ранее открытые экзопланеты
Звёзды, значащиеся как Kepler-1, Kepler-2, и Kepler-3, уже имели подтверждённые экзопланеты. Они более известны как GSC 03549-02811, HAT-P-7 и HAT-P-11.

#### Планеты, подтверждённые с помощью телескопа Kepler
У восьми звёзд уже были предполагаемые экзопланеты до наблюдений телескопом Кеплер. Это KOI-7, KOI-18, KOI-17, KOI-97, KOI-10, KOI-377, KOI-72 и KOI-157. Из этих звёзд у двух — KOI-377 и KOI-157 планет несколько (3 и 6 соответственно).